# Dreizahn

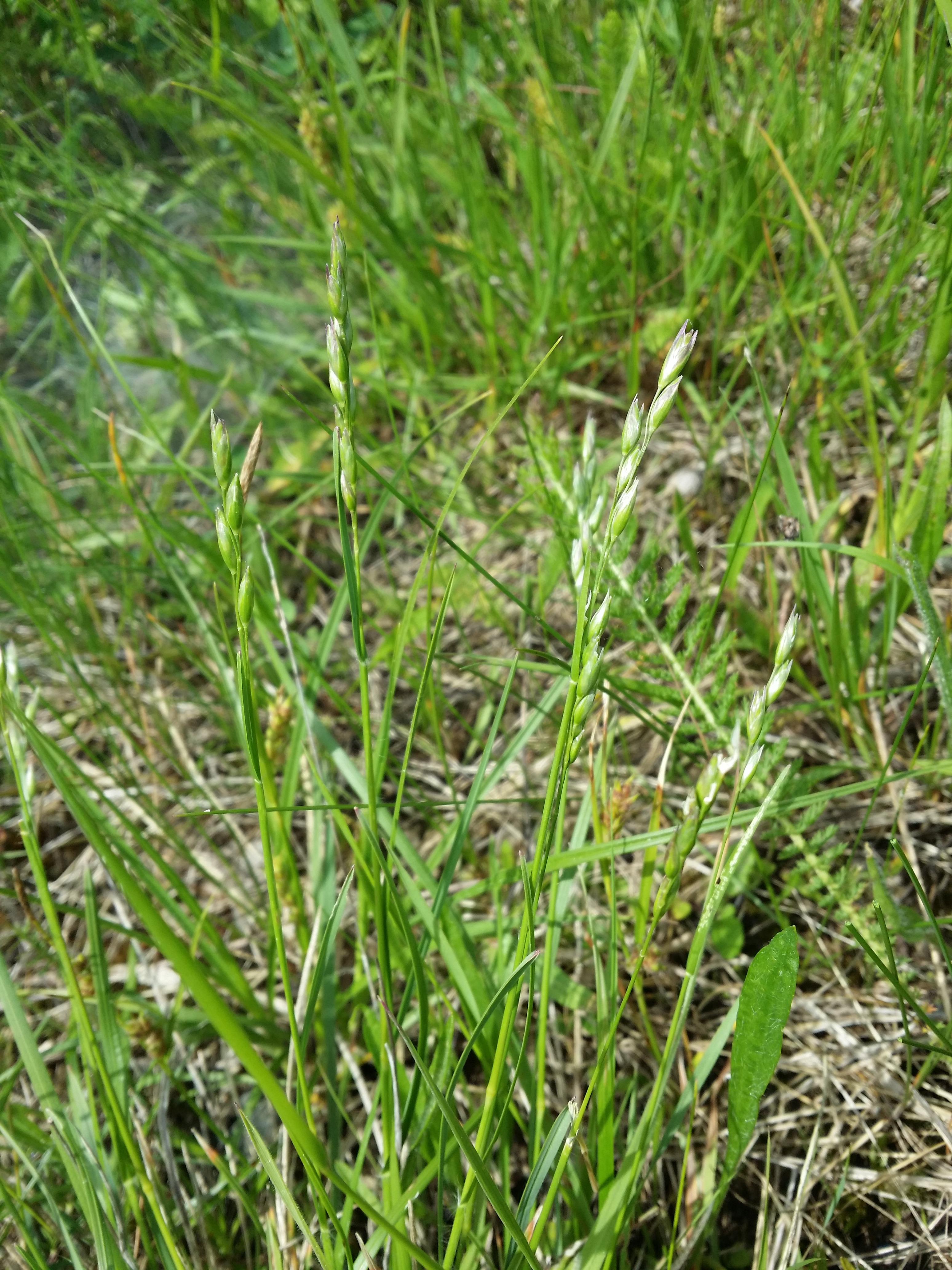
Habitus

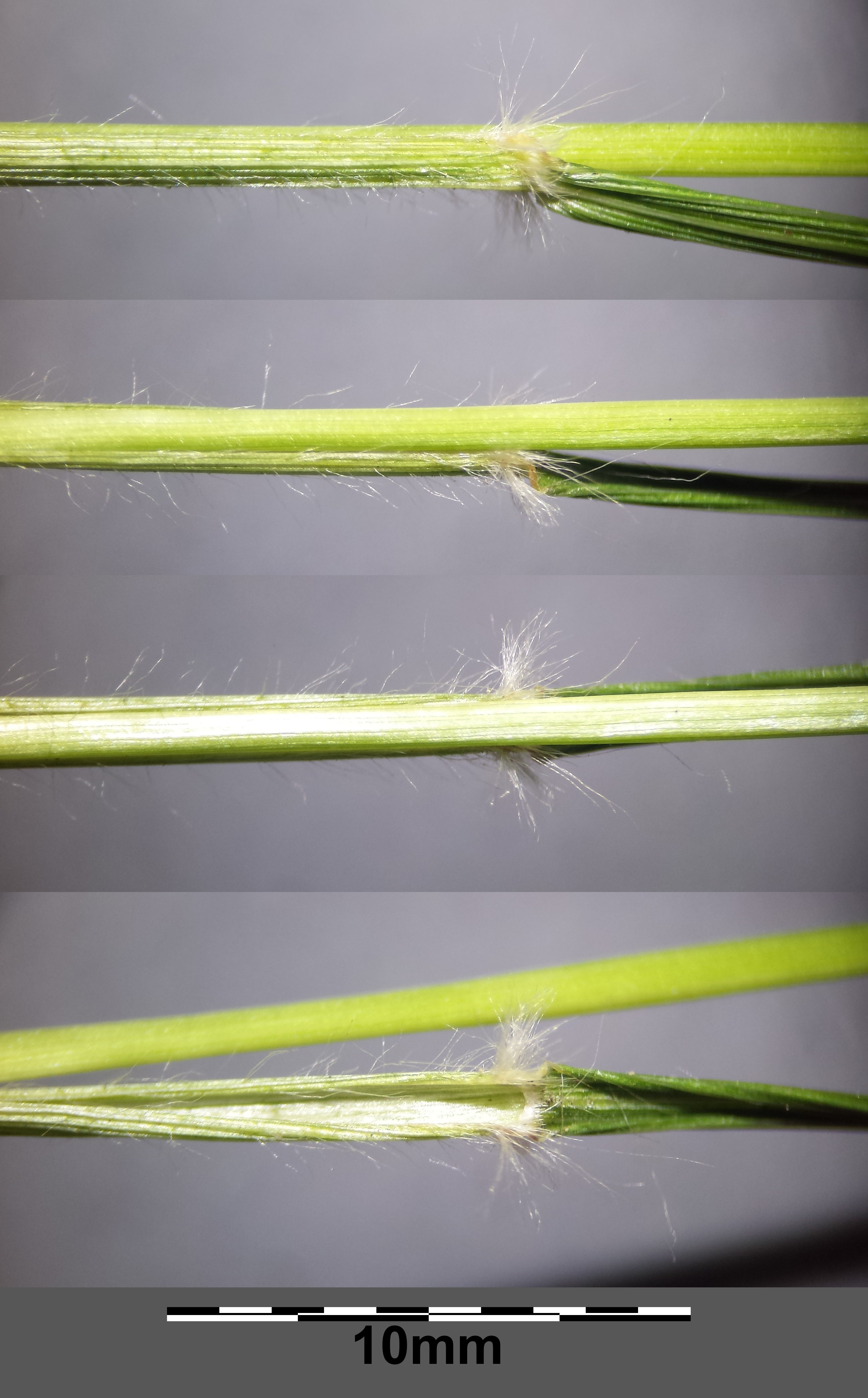
Stängel mit Blattscheide, Haarkranz und Blatthäutchen

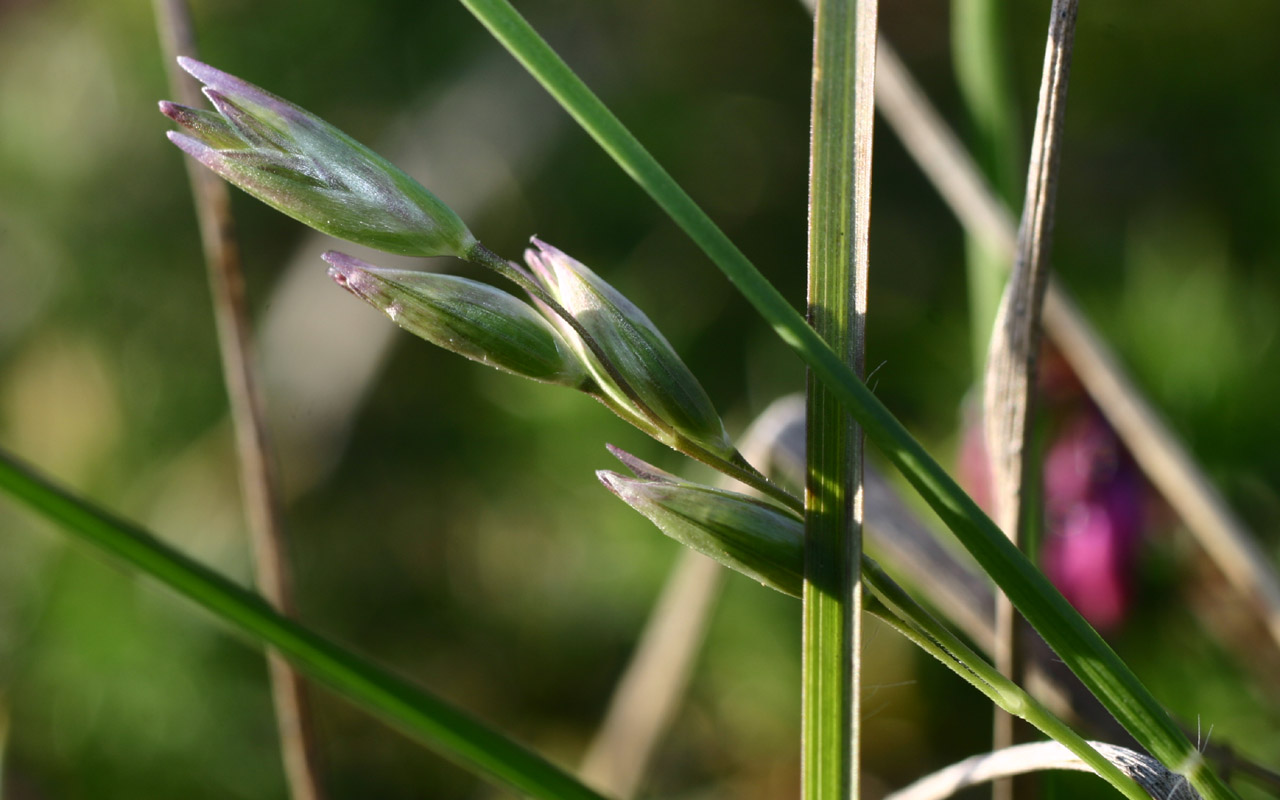
Dreizahn (Danthonia decumbens)

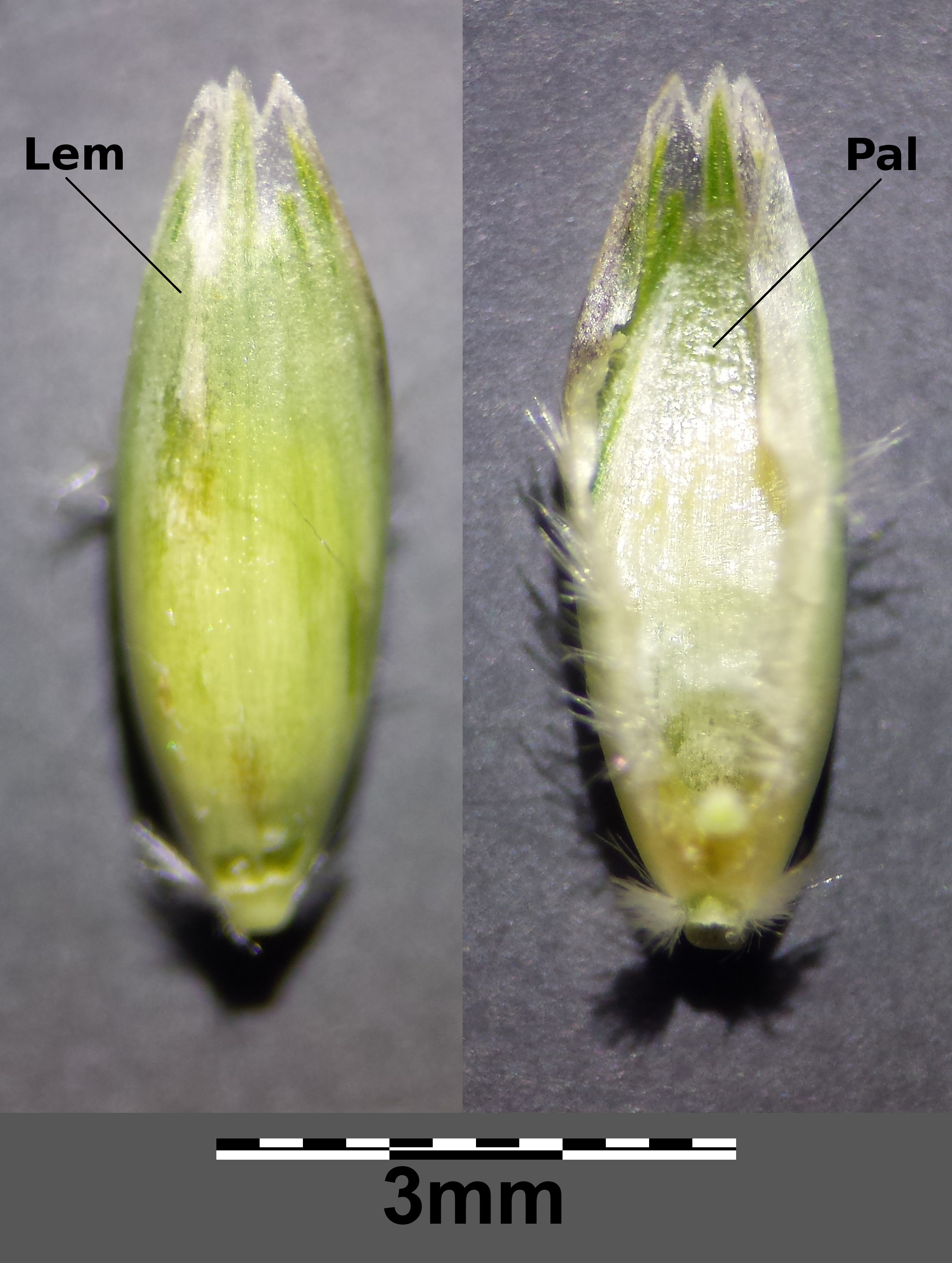
In Deck- (Lem) und Vorspelze (Pal) eingehüllte Karyopse. Die Deckspelze weist eine dreizähnige Spitze auf.

Der Dreizahn (Danthonia decumbens) ist eine Pflanzenart aus der Familie der Süßgräser (Poaceae). Die Nominatform Danthonia decumbens ssp. decumbens wird Gewöhnlicher Dreizahn genannt; darüber hinaus wird seit 1977 Danthonia decumbens ssp. decipiens – Rasiger Dreizahn – als eigenständige Sippe aufgefasst.

## Beschreibung
Die Unterart decumbens wird 15 bis 50 Zentimeter hoch, wächst in dichten Rasen und hat aufrechte bis aufsteigende, kräftig-gedrungene Halme. Die Unterart decipiens wird etwas höher, steht eher lockerrasig und hat zierlich-schlanke Halme. Das Blatthäutchen ist als Wimpernkranz ausgebildet; auch die Blattscheiden sind an den Rändern lang bewimpert. Der Blütenstand ist eine lockere, zu einer Scheinähre zusammengezogene Traube von 4 bis 6 cm Länge und besteht aus 4 bis 12 Ährchen. Diese werden je 6–12 mm lang, sind glänzend weißlich-grün und an den Spelzen oft violett überlaufen. Jedes Ährchen hat zwei bis fünf Blüten. Die Deckspelzen sind dreizähnig, worauf der deutsche Name Bezug nimmt.
Die Chromosomenzahl der Art ist 2n = 36, aber auch 18, 24 oder 124.

## Ökologie
Der Dreizahn ist ein ausdauernder, meist dichtrasiger Hemikryptophyt. Er bildet eine VA-Mykorrhiza aus.
Die meisten Blüten öffnen sich wegen fehlender Schwellkörper nicht, sie zeigen also Kleistogamie. Daneben gibt es einzelne Blüten, die sich mit den Schwellkörpern öffnen, ihre Staubbeutel sind 1 bis 2 mm lang. Blütezeit ist von Juni bis Juli.
Diaspore (Ausbreitungseinheit) ist die von der Deck- und Vorspelze umgebene Karyopse, sie ist kahnförmig und am Grunde behaart. Sie unterliegt der Ameisenausbreitung und breitet sich als Regenschwemmling und Wasserhafter aus.

## Vorkommen und Standortansprüche
Das Verbreitungsgebiet des Dreizahns reicht von Europa und dem Mittelmeerraum bis zum Kaukasus und Makaronesien. In Europa kommt sie in fast allen Ländern vor und fehlt nur in Spanien, Nordmazedonien, Bulgarien, Litauen, Belarus und Moldau. In Nordafrika kommt er in Marokko, Algerien und Tunesien vor.
Der Dreizahn besiedelt vor allem Mager- und Halbtrockenrasen. Er ist in Zwergstrauchheiden, Borstgrasrasen, Frischwiesen und -weiden zu finden. Seltener wächst er in Feuchtwiesen. Er ist in Mitteleuropa eine Nardo-Callunetea-Klassencharakterart. In den Allgäuer Alpen steigt er (nach Wengenmayr) am Gipfel des Fürschießer in Bayern bis zu 2250 m Meereshöhe auf. Er steigt in Puschlav am Platti di Canciano bis 2000 Meter auf, am Stilfser Joch an der Rötelspitz bis 2996 Meter auf.
Die ökologischen Zeigerwerte nach Landolt et al. 2010 sind in der Schweiz: Feuchtezahl F = 3+w+ (feucht aber stark wechselnd), Lichtzahl L = 4 (hell), Reaktionszahl R = 2 (sauer), Temperaturzahl T = 3 (montan), Nährstoffzahl N = 2 (nährstoffarm), Kontinentalitätszahl K = 3 (subozeanisch bis subkontinental).

## Taxonomie und Systematik
Der Dreizahn wurde 1753 von Carl von Linné in Species Plantarum Tomus I, S. 75 als Festuca decumbens erstbeschrieben. Die Art wurde von Augustin Pyramus de Candolle in: Lamarck & De Candolle: Flore Française, ou Descriptions Succinctes de Toutes les Plantes qui Croissent Naturellement en France... ed.3, Band 3, S. 33 als Danthonia decumbens (L.) DC. in die Gattung Danthonia gestellt. Synonyme von Danthonia decumbens (L.) DC. sind Sieglingia decumbens (L.) Bernh. und Triodia decumbens (L.) P. Beauv.
Man kann 2 Unterarten unterscheiden:
- Danthonia decumbens subsp. decumbens: Sie bildet dichte Rasen mit kräftigen, gedrungenen Halmen. Sie kommt auf Böden mit pH-Wert 5 bis 5,5 vor. Die Chromosomenzahl ist 2n = 36.[5]
- Danthonia decumbens subsp. decipiens O.Schwarz & Bässler: Sie bildet lockere Rasen und hat zierliche, höhere Halme. Sie bevorzugt basenreiche, kalkhaltige Standorte. Sie kommt in Molinion- und Mesobromion-Gesellschaften vor.[1] Die Chromosomenzahl ist 2n = 24.[5]